# Savona Foot Ball Club
O Savona Foot Ball Club, ou simplesmente conhecido como Savona, é um clube de futebol italiano com sede na cidade de Savona. Milita no campeonato nacional da Lega Pro, terceiro nivel do campeonato italiano de futebol. O seu campo de joco é o Stadio Valerio Bacigalupo de Savona, com capacidade para 20.000 espectadores.